# Antonio Durazzini
Antonio Durazzini (1740-1810) est un médecin et botaniste italien de la fin du XVIIIe et du début du XIXe siècle.

## Biographie
Antonio Durazzini exerce la médecine à Figline, près de Florence. Comme la plupart de ses contemporains, il pratique régulièrement des saignées. En 1622, lors d'une épidémie de fièvre mortelle, il rapporte au gouvernement, sans en comprendre la cause, que la mortalité est plus élevée chez ceux qui avaient les moyens de suivre un traitement (saignées et autres remèdes traditionnels) que chez les pauvres qui n'en suivaient pas.
C'est Durazzini, secrétaire de l'Académie de botanique de Florence, qui attribue en 1772 le nom générique Albizia à l'Albizia julibrissin en l'honneur du naturaliste florentin Filippo degli Albizzi qui découvrit cet arbre et le rapporta en Europe en 1749.